# بای‌شان
بای‌شان (به چینی: 白山市) یک شهر در سطح ولایت در جمهوری خلق چین است که در استان جی‌لین واقع شده‌است.
تا پیش از آوریل سال ۱۹۹۴ میلادی، نام این شهر، هون‌جیانگ (به چینی: 浑江市)(به کره‌ای: 혼강시) بوده. نام این شهر در آن تاریخ، به تامی بر گرفته شده از کوهستان چانگبای تغییر یافت. نام کوهستان چانگبای (چانگ‌بای‌شان) (长白山) به معنای «کوهستان بلند سفید» بوده، و نام این شهر به معنای «کوهستان سفید». نام «هون‌جیانگ» هنوز نام یکی از مناطق تابعهٔ این «شهر در سطح شهرستان» باقی مانده است.

## خصوصیات
بای‌شان ۱۷٬۴۸۵ کیلومترمربع مساحت و ۱٬۲۹۶٬۵۷۵ نفر جمعیت دارد و ۴۷۱ متر بالاتر از سطح دریا واقع شده‌است.

## شهرها و شهرستان‌ها
|                                       |                  |                               |            |                      |             |                         |                                                               |  |  |  |
| نام                                   | حروف چینی        | پین‌یین                        | جمعیت-۱۳۹۹ | مساحت (کیلومتر مربع) | تراکم جمعیت | زبان کره‌ای (معیار چینی) | مک‌کیون–ریشاور لاتین‌نویسی اصلاح‌شده                             |  |  |  |
| منطقه جیانگ‌یوان                       | 江源区           | Jiāngyuán Qū                  | ۱۳۸٬۲۷۲    | ۱٬۳۴۶٫۹۵             | ۱۰۲٫۶۶      |                         |                                                               |  |  |  |
| منطقه هون‌جیانگ                        | 浑江区           | Húnjiāng Qū                   | ۳۰۷٬۹۸۲    | ۱٬۳۸۱٫۸۸             | ۲۲۲٫۸۷      |                         |                                                               |  |  |  |
| شهر لین‌جیانگ (شهر در سطح شهرستان)     | 临江市           | Línjiāng Shì                  | ۱۳۸٬۲۷۲    | ۱٬۳۴۶٫۹۵             | ۱۰۲٫۶۶      |                         |                                                               |  |  |  |
| شهرستان جینگ‌یو                        | 靖宇县           | Jìngyǔ Xiàn                   | ۱۰۸٬۴۷۸    | ۳٬۰۸۴٫۲۱             | ۳۵٫۱۷       |                         |                                                               |  |  |  |
| شهرستان فوسونگ                        | 抚松县           | Fǔsōng Xiàn                   | ۲۱۷٬۲۵۲    | ۶٬۱۵۹٫۲۸             | ۳۵٫۲۷       |                         |                                                               |  |  |  |
| شهرستان خودمختار چانگ‌بای/جانگ‌بِک کره‌ای | 长白朝鲜族自治县 | Chángbái Cháoxiǎnzú Zìzhìxiàn | ۵۸٬۲۶۶     | ۲٬۵۰۵٫۹۷             | ۲۳٫۲۵       | 장백조선족자치현        | Changbaek Chosŏnjok Chach'ihyŏn Jangbaek Joseonjok Jachihyeon |  |  |  |